# Dani Shmulevich-Rom
Dani Shmulevich-Rom, uváděný i jako Dani Rom, (29. listopadu 1940 – 18. ledna 2021) byl izraelský fotbalista, útočník. Byl znám schopností hrát na různých pozicích.

## Fotbalová kariéra
V izraelské lize hrál za Makabi Haifa FC. S týmem vyhrál v roce 1962 izraelský fotbalový pohár. Za reprezentaci Izraele nastoupil v letech 1960–1970 ve 25 utkáních. Byl členem izraelské reprezentace na Mistrovství světa ve fotbale 1970, nastoupil ve 2 utkáních. Byl členem bronzové izraelské reprezentace na mistrovství Asie ve fotbale 1968.

## Ligová bilance
| Ročník                              | Zápasy | Góly | Klub            |
| ----------------------------------- | ------ | ---- | --------------- |
| Izraelská fotbalová liga 1957/58    | 3      | 1    | Makabi Haifa FC |
| Izraelská fotbalová liga 1958/59    | 7      | 0    | Makabi Haifa FC |
| Izraelská fotbalová liga 1959/60    | 22     | 1    | Makabi Haifa FC |
| Izraelská fotbalová liga 1960/61    | 21     | 10   | Makabi Haifa FC |
| Izraelská fotbalová liga 1961/62    | 21     | 9    | Makabi Haifa FC |
| Izraelská fotbalová liga 1962/63    | 19     | 11   | Makabi Haifa FC |
| Izraelská fotbalová liga 1963/64    | 18     | 10   | Makabi Haifa FC |
| Izraelská fotbalová liga 1964/65    | 27     | 6    | Makabi Haifa FC |
| 2. izraelská fotbalová liga 1965/66 | 27     | 10   | Makabi Haifa FC |
| Izraelská fotbalová liga 1966/67    | 24     | 7    | Makabi Haifa FC |
| Izraelská fotbalová liga 1967/68    | 28     | 6    | Makabi Haifa FC |
| Izraelská fotbalová liga 1968/69    | 27     | 2    | Makabi Haifa FC |
| Izraelská fotbalová liga 1969/70    | 27     | 3    | Makabi Haifa FC |
| Izraelská fotbalová liga 1970/71    | -      | -    | Makabi Haifa FC |
| Izraelská fotbalová liga 1972/73    | 8      | 1    | Makabi Haifa FC |
| CELKEM 1. liga                      | -      | -    |                 |